# Thann

Thann este o comună în departamentul Haut-Rhin din estul Franței. În 2009 avea o populație de 7.985 de locuitori.

## Evoluția populației
| An        | 1975  | 1982  | 1990  | 1999  | 2006  | 2009  |
| --------- | ----- | ----- | ----- | ----- | ----- | ----- |
| Populație | 8.519 | 7.788 | 7.751 | 8.033 | 7.981 | 7.985 |

## Personalități născute aici
- Marcel Rieder (1862 - 1942), pictor.